# Memecylon geoffrayi
Memecylon geoffrayi är en tvåhjärtbladig växtart som beskrevs av André Guillaumin. Memecylon geoffrayi ingår i släktet Memecylon och familjen Melastomataceae. Inga underarter finns listade i Catalogue of Life.